# Pierre Bourgeois (Dichter)
Pierre Bourgeois (* 4. Dezember 1898 in Charleroi; † 25. Mai 1976 in Berchem-Sainte-Agathe)  war ein belgischer Dichter. Er gilt als einer der wichtigsten Protagonisten der belgischen Avantgarde. Er war der jüngere Bruder des Architekten Victor Bourgeois.

## Leben und Werk
Pierre Bourgeois zog 1916 nach Brüssel. Dort veröffentlichte er seine ersten Gedichtbände und wurde mit seinem Bruder Victor eine führende Persönlichkeit in Kreisen der künstlerischen Avantgarde. Er gründete zusammen mit seinem Bruder die konstruktivistische Zeitschrift 7 Arts: tous les arts, die zwischen Juni 1922 und September 1928 in 156 Ausgaben erschien. Im Umkreis der Zeitschrift formierte sich eine Künstlergruppe, der neben Pierre-Louis Flouquet, Karel Maes und Marcel-Louis Baugniet auch Felix De Boeck, Victor Servranckx, Jozef Peeters, Jean Jacques Gaillard, Marc Eemans und Stanislas Jasinski angehörten. 1930 trennte sich die Gruppe 7 Arts.
Sein Werk umfasst über 800 zum Teil unveröffentlichte Gedichte. Neben seinem literarischen Werk war er auch als Filmemacher tätig.

## Werke (Auswahl)
- 1919 Au Volant
- 1922 La Foi du Doute
- 1923 80 Compositions lyriques, mit Linolschnitten von Karel Maes
- 1927 Romantisme à toi, mit Linolschnitten von Pierre-Louis Flouquet
- 1930 Nouvelles Compositions lyriques
- 1937 Poèmes
- 1948 Remous et regains
- 1956 Politesses pour la radioactivité
- 1959 Bricolage d'alvéoles
- 1964 Trois-Six
- 1970 Poèmes 70